# Đào Thị Kiều Oanh
Đào Thị Kiều Oanh (sinh ngày 25 tháng 1 năm 2003) là một cầu thủ bóng đá nữ người Việt Nam hiện đang thi đấu ở vị trí thủ môn cho Hà Nội Watabe và đội tuyển bóng đá nữ quốc gia Việt Nam. Cô từng giành được danh hiệu Thủ môn xuất sắc nhất Giải bóng đá nữ vô địch quốc gia 2022.

## Danh hiệu

### Câu lạc bộ
Hà Nội I
- Giải bóng đá nữ Vô địch Quốc gia: 
  - Á quân: 2020, 2021, 2022
- Cúp Quốc gia: 
  - Á quân: 2021, 2022, 2023

U–19 Hà Nội
- Giải bóng đá nữ vô địch U-19 Quốc gia:
  - Vô địch: 2020, 2022
  - Á quân: 2021

U–16 Hà Nội
- Giải bóng đá nữ vô địch U-16 Quốc gia:
  - Vô địch: 2018, 2019

### Cá nhân
- Thủ môn xuất sắc nhất Giải bóng đá nữ Vô địch Quốc gia: 2022
- Thủ môn xuất sắc nhất Giải bóng đá nữ vô địch U-19 Quốc gia: 2021, 2022
- Thủ môn xuất sắc nhất Giải bóng đá nữ vô địch U-16 Quốc gia: 2018, 2019